# Kim Bong-hwan
Dans ce nom coréen, le nom de famille, Kim, précède le nom personnel.
Kim Bong-hwan, né le 4 juillet 1939, est un footballeur international nord-coréen, évoluant au poste d'attaquant.

## Carrière
Sélectionné pour disputer la coupe du monde de football 1966, il ne joue qu'un seul match dans cette compétition, face à l'Italie.